# Noronha (apellido)
Noronha o Noroña (ortografía hispanizada) es un apellido portugués. El apellido es de origen toponímico. La familia tiene su origen en el matrimonio de Alfonso Enríquez, Conde de Gijón y Noreña con Isabel de Portugal en 1373, siendo Noreña un pueblo asturiano que Alfonso había recibido de su padre.